# 徂徕林蛙
徂徕林蛙（学名：Rana culaiensis），一种分布于中华人民共和国山东省、河南省、湖北省、重庆市、贵州省、湖南省和广西壮族自治区等地区的两栖动物，隶属于蛙科蛙属。模式产地为山东泰安市徂徕山。2012年，研究人员将重庆市黔江区原记录为中国林蛙（Rana chensinensis）的物种鉴定为新种黔江林蛙（Rana qianjiang），2019年研究人员将贵州境内采集的黔江林蛙作为徂徕林蛙进行分析，认定为同一物种。

## 形态特征
徂徕林蛙雄蛙体长48.5～59.1毫米，雌蛙体长62毫米左右。身体皮肤较光滑，背面一般呈红褐色或棕灰色；身体腹面乳黄色。